# سوشیل کویرالا
سوشیل کویرالا (انگلیسی: Sushil Koirala؛ ۱۲ اوت ۱۹۳۹ – ۹ فوریهٔ ۲۰۱۶) یک سیاست‌مدار اهل نپال بود.